# Benny’s Video
Benny’s Video ist ein Filmdrama des Regisseurs Michael Haneke aus dem Jahr 1992 mit Arno Frisch in der Titelrolle und Angela Winkler und Ulrich Mühe, die Bennys Eltern verkörpern. 
Die Premiere des Films fand am 20. Oktober 1992 statt.

## Handlung
Der Teenager Benny, ein Gymnasiast, lebt mit seiner wohlhabenden Familie in Wien. Seine Eltern sind beide berufstätig und der Jugendliche ist überwiegend allein zu Hause. Er besitzt eine Videokamera, mit der er leidenschaftlich gerne und viel filmt. Als seine einzigen wirklichen Hobbys nehmen das Filmen und das Ansehen von Videos einen großen Teil seiner Freizeit ein.
Eines Tages filmt er, wie auf dem Bauernhof von Verwandten ein Schwein mittels eines Bolzenschussgeräts getötet und anschließend geschlachtet wird. Fasziniert von diesem Video, sieht er es sich zu Hause immer wieder an. Einem Mädchen, das er vor seiner Stammvideothek kennenlernt und das mit zu ihm in die „sturmfreie Bude“ kommt, spielt er das Video ebenfalls vor. Daraufhin zeigt er ihr das zuvor auf dem Bauernhof entwendete Bolzenschussgerät, das er erst sich und dann ihr an die Brust drückt. Ob der Schuss, den er dann auslöst, mutwillig, gleichmütig oder nur aus Neugier, was nun passieren wird, geschieht, sei dahingestellt. Als das Mädchen sich daraufhin erbärmlich schreiend auf dem Boden windet, und er ihre Schreie nicht mehr ertragen kann, tötet er sie panisch mit zwei weiteren Schüssen. Währenddessen läuft seine Kamera. Danach isst er in der Küche einen Joghurt und macht seine Hausaufgaben. Sodann zerrt er die Leiche über den Boden und wischt anschließend das Blut weg und beseitigt alle Spuren, bis sein Zuhause sich wieder in einem makellosen Zustand befindet.
Nachdem er eine Nacht auswärts bei Freunden geschlafen hat, zeigt er das Video am darauffolgenden Abend kommentarlos seinen Eltern. Diese sind schockiert und beraten sich, während Benny bereits im Bett liegt, darüber, wie sie weiter vorgehen sollen. Benny hat aber seine Mutter gebeten, die Tür seines Zimmers einen Spalt weit offen zu lassen, und nimmt ihr Gespräch auf Video auf. Bennys Vater fasst sich verhältnismäßig schnell, ohne das Schuldproblem zu reflektieren. Er will nur, dass die Leiche verschwindet, was für ihn die Lösung des Problems bedeutet. Bennys Mutter scheint das Ganze schlimmer mitzunehmen, obwohl sich auch bei ihr die Eisdecke, die alles verdrängt, schnell wieder schließt. Die Eltern entscheiden sodann gemeinsam, dass Benny zusammen mit seiner Mutter für eine Woche nach Ägypten reisen soll, während der zu Hause bleibende Vater die Leiche des getöteten Mädchens verschwinden lässt. Als Mutter und Sohn von ihrem Trip zurück sind, scheint erst einmal alles wieder normal und die Welt in Ordnung. Für seine Eltern völlig überraschend erstattet Benny urplötzlich Strafanzeige gegen diese. Während seines Verhörs zeigt Benny den Polizeibeamten die Aufnahme des Gespräches seiner Eltern, in dem sie darüber entscheiden, wie sie mit der Leiche des Mädchens verfahren sollen.
Als Benny aus dem Verhörraum hinausgeführt wird, steht er im Gang plötzlich seinen Eltern gegenüber. Erstmals ist im Gesicht des Vaters ein Ausdruck, als sei er dem Weinen nahe, ob als Zeichen der Erleichterung, der Zustimmung oder des Vorwurfs ist nicht auszumachen. Bennys Eltern betreten sodann den Raum, wo sie vernommen werden sollen.

## Analyse, Beweggründe von Haneke
Viele Einstellungen im Film sind aus der Perspektive der Videokamera des Hauptcharakters Benny zu sehen, wobei diese teilweise das ganze Bild einnehmen oder aber auf einem Fernsehbildschirm zu sehen sind. Neben dem Video der Schweineschlachtung, einigen Aufnahmen während des Ägyptenaufenthalts und dem Beweisvideo im Verhör ist dies vor allem in der Tötungsszene bedeutend. In dieser Einstellung steht die Videokamera fest im Raum montiert und gibt nur Randausschnitte des grauenvollen Geschehens zu erkennen. Die Auseinandersetzung ist nur anhand von rumpelnden Geräuschen und den Schreien des Mädchens zu erahnen. Thomas Koebner führte dazu aus: „Der Film beobachtet exakt, unablässig, gleichsam behavioristisch, einen extremen Fall von kaltsinniger Lebensmeisterung, von ‚coolen Attitüden‘, die Grauen erregen. Ein Horror-Film anderer Art über die rabiate Entfremdung von Menschen zu überlebensfähigen, weil unerschütterlichen Zombies. Hanekes Film hat nur scheinbar teil an der Kälte seiner Objekte. Er konstatiert den Verlust von Leidenschaft und Leidensfähigkeit, weil er von der Bedeutung des Verlusts weiß.“
Die Kommunikation im Film läuft oft auf mehreren Ebenen ab, indem bei Gesprächsszenen zumeist irgendein Medium auf gleicher Lautstärke im Hintergrund läuft. Die Zuschauer werden damit herausgefordert, beide Informationsquellen wahrzunehmen, auch wenn diese nicht sofort klar getrennt werden können.
Das Medium Video bietet Benny die Möglichkeit, die Außenwelt zu konservieren und damit kontrollierbar zu machen. Erlebtes wird dadurch für ihn reproduzierbar, beeinflussbar, nachbearbeit- und widerrufbar. Dies zeigt sich etwa am Beispiel der Schlachtung. Lässt Benny den Film rückwärts laufen, erwacht das Schwein wieder zum Leben; spielt er die Szene vorwärts ab, wiederholt sich die Schlachtung. Schließlich muss Benny jedoch im Falle des Mädchens den Tod als unumkehrbare Begrenzung seines Handelns erkennen.
Haneke erzählte in einem Interview, dass Benny’s Video, ebenso wie beiden anderen Filme der Trilogie, eine direkte Reaktion auf den Nachrichtenzyklus gewesen sei, es für ihn aber schwierig sei, den direkten Auslöser zu bestimmen. Ihm sei beim Lesen der Zeitungen etwas aufgefallen, was er seinerzeit als neues Phänomen wahrgenommen habe: junge Menschen, die extreme Gewalttaten, sogar Morde, begingen und ihre Taten nur mit den Worten erklärt hätten, sie hätten einfach einmal sehen wollen, wie das sei. Das sei nicht etwas gewesen, was ihm ein- oder zweimal begegnet sei, sondern immer wieder. Er habe sich gefragt, warum und gespürt, dass die Antwort eine größere Bedeutung haben könnte als die isolierte Tat selbst – als Hinweis auf etwas Größeres auf gesellschaftlicher Ebene. Das sei bei ihm immer der Anfang, der Funke, zumindest bei seinen ersten Filmen. Bei Benny’s Video zum Beispiel sei die Reaktion auf den Mord mindestens genauso wichtig wie der Mord selbst.

## Produktion

### Produktionsnotizen
Der Film wurde von November 1991 bis Jänner 1992 in Wien, Niederösterreich und der Steiermark gedreht. Verwendet wurden 35-mm-Filme. Produziert wurde er von der Wega-Filmproduktionsgesellschaft m.b.H., koproduziert von Bernard Lang Film (CH). Die Produktionsleitung lag bei Gebhard Zupan und Michael Katz.
Der Film wurde vom Österreichischen Filminstitut und dem Filmfonds Wien gefördert. Neben dem Schweizer Fernsehen beteiligte sich auch der Österreichische Rundfunk im Rahmen des Film-/Fernseh-Abkommen an der Produktion. Für das Szenenbild zeichnete Christoph Kanter verantwortlich.

### Veröffentlichung, Zuschauerzahlen
In Frankreich wurde der Film am 13. Mai 1992 während der Cannes Directors’ Fortnight gezeigt. Am 12. September 1992 lief er auf dem Toronto International Film Festival in Kanada, am 24. September 1992 auf dem Festival Internacional de Cine de San Sebastián in Spanien, am 28. September 1992 auf dem New York Film Festival in den Vereinigten Staaten und im November 1992 auf dem Internationalen Filmfestival Thessaloniki. Am 1. April 1994 lief der Film in San Francisco in Kalifornien. Im November 1994 war er erneut einer der Beiträge beim Thessaloniki International Film Festival. Am 9. Februar lief der Film auf dem Göteborg Film Festival, am 29. November 1999 auf dem Taipei Golden Horse Film Festival in Taiwan, am 23. Juni 2001 auf dei PIA Film Festival in Japan und am 3. August 2017 war er einer der Beiträge auf dem Film and Art Festival Two Riversides in Polen.
Veröffentlicht wurde der Film am 6. November 1992 in der deutschsprachigen Schweiz, im Februar 1993 in Norwegen, im März 1993 in den Niederlanden, im April 1993 in Frankreich und in Schweden, im September 1993 in Finnland. Am 18. November 1994 wurde er in Seattle, Washington veröffentlicht und im März 1996 in Dänemark. Veröffentlicht wurde der Film zudem in Argentinien, Australien, Brasilien, Kanada, China, Kroatien, in der Tschechischen Republik, in Ecuador, Ungarn, Griechenland, Indien, Italien, Japan, Mexiko, Litauen, Rumänien, Russland, Serbien, Singapur, Slowakei, Slowenien, Spanien, in der Türkei, in der Ukraine und im Vereinigten Königreich.
In Deutschland wurde der Film am 10. Juni 1993 veröffentlicht. Am 23. Februar 2007 wurde der Film von der Alive AG auf DVD herausgegeben. Der Film wurde zudem am 26. März 2021 vom Studio Camera Obscura Filmdistribution zusammen mit den beiden anderen Filmen der Michael Haneke Trilogie auf DVD veröffentlicht.
Im Oktober 1992 drohte dem Film in der Schweiz ein Aufführungsverbot, für den nur kurz zuvor dem Koproduzenten Bernard Lang zusätzlich zu einer lobenden Erwähnung eine Ehrenurkunde überreicht worden war. Lang hatte den Film zurückgezogen, nachdem der Zürcher Bezirksanwalt Lino Esseiva angedroht hatte, ihn konfiszieren zu lassen. Der zuständige Bezirksanwalt hatte sich seinerzeit von der moralischen Empörung eines Zeitungsartikels des Boulevardblatts Blick beeinflussen lassen, der die Schlagzeile trug „Der widerlichste Film des Jahres“.
Der Film wurde in österreichischen Kinos 5.697 Mal besucht (per 31. Dezember 2005).

## Rezeption

### Kritik
Thomas Koebner lobte im Lexikon des internationalen Films / Filmdienst: „Eine beklemmende, komplexe moralische Fabel über die Entfremdung von Menschen zu Wesen mit erschreckender emotionaler Teilnahmslosigkeit. Der dicht inszenierte, hervorragend gespielte und fotografierte Film umschreibt mit verstörender Konsequenz den Verlust von Wirklichkeitsgefühl, Leidenschaft und Leidensfähigkeit. Arno Frisch beeindruckt vorzüglich durch seine nie nachlassende leise Präsenz, die schwebende, diskrete, beinahe traurige Verhaltenheit seines Ausdrucks. – Sehenswert.“
In seinem Werk Filmklassiker, Beschreibungen und Kommentare zeigte sich Thomas Koebner ebenfalls beeindruckt von dem Film und führte aus: „Haneke ist eine komplexe moralische Fabel und ein Meisterwerk von großer ästhetischer Dichte gelungen, raffiniert inszeniert und fotografiert, elegant montiert, rhythmisch subtil erzählt, mit Vorhalten, kleinen Beschleunigungen und Verzögerungen, ohne jede Starrheit – nicht zuletzt wird hier frei von abgewetzter Ornamentik gespielt, detailgenau und dennoch mit präzisem Umriß.“ Thomas Koebner: 
Oliver Armknecht von film-rezensionen gab dem Film acht von zehn möglichen Punkten und stellte fest, dass „die Geschichte eines Jugendlichen, der den Bezug zu der Welt da draußen, vor allem aber zu den Menschen“ verliere, bereits bei ihrem Erscheinen „durch Mark und Bein“ gegangen sei. Das tue sie „auch heute noch“, sie habe in den vielen Jahren „nichts von ihrer Dringlichkeit und Aktualität eingebüßt“. Es sei Haneke und seinem Ensemble zu verdanken, dass „der Film noch immer diese starke Wirkung“ habe. Haneke selbst spiele mit den Bildern, wenn er beispielsweise „gar nicht alles“ zeige, „was es zu zeigen“ gebe. Weiter führte Armknecht aus: „Ausschnitte ersetzen Totale, vieles spielt sich abseits der Kamera ab, wo wir es als Publikum wieder zusammensetzen. Ein Kopfkino des Grauens, dessen Bilder wir nicht loswerden, selbst wenn es keine Bilder gibt. Und dann wäre da noch Arno Frisch, mit dem Haneke Jahre später in Funny Games erneut zusammenarbeitete. Obwohl sein Benny gar nicht so schrecklich viel tut, immer etwas passiv und lethargisch wirkt, ist seine Darstellung der Emotionslosigkeit so erschütternd und durchdringend, dass sie einen noch lange später verfolgen wird. Gerade weil hier nicht viel passiert, alles so ruhig, so nüchtern ist, wird das Drama zu einem Vorschlaghammer, der nicht spurlos an einem vorbeigeht.“
Tobias Diekmann von der Filmstarts-Redaktion führte aus, dass, schaue man sich das filmische Schaffen von Michael Haneke an, sich zeige, „welche Grundgedanken ihn immer wieder beschäftigen“ würden, „denn die Fragen nach menschlicher Kontrolle, Gewalt, Isolation (Non-) Kommunikation und die Möglichkeit der effektivsten Darstellung ihrer Medialisierung“ würden sich „wie ein roter Faden durch seine Filme ziehen“. So entwerfe auch der 1992 entstandene Film ‚Benny’s Video‘ „ein psychologisches Drama im Spannungsfeld von Einsamkeit und Isolation, das vor allem durch die starken selbstreferenziellen Aspekte verdeutlicht“ werde, und somit „die Ambivalenz der Bilder in ihrer (physischen) Gewalteinwirkung für den Zuschauer auf ein höchstes Maß“ intensiviere. Die „Intensität vieler Szenen“ liege „vor allem im reduzierten Spiel von Arno Frisch, der seinen Benny nahezu regungslos in Mimik und Gestik“ gebe, „und gerade dadurch eine unglaubliche Tiefe“ erfahre. „Auch Angela Winkler als Mutter“ wisse „zu überzeugen, der man die Belastung der unterdrückten Gefühle in jeder ihr gewidmeten Szene“ abnehme. „Ulrich Mühe“ sei „so oder so schauspielerisch über jeden Zweifel erhaben.“
Auf der griechischen Seite Cine-Theasi lautete der Eingangssatz, dass ein kurzer Spaziergang durch die Filmografie des großen österreichischen Denkers genüge, um zu erkennen, dass er in den verschiedenen Filmen, die er drehe, ein bestimmtes Thema wiederhole. Michael Hanekes Lieblingsthema sei Gewalt. Der Regisseur präsentiere uns ständig eine bedrohliche und ungelöste, hinterfragende Gewalt. Bennys Video sei einer von Hanekes ersten Filmen und trage bereits den Stempel seines kreativen Schaffens. Mit ruhigen Aufnahmen und einer einfachen minimalistischen Form. Dadurch werde die Erzählung dramatisch abgeschwächt und den verschiedenen Symboliken ein herausragendes Gewicht verliehen. Der Film erhielt 9,5 von 10 möglichen Punkten.
Marina Pavido von Cinema Austriaco gab dem Film 8,5 von 10 möglichen Punkten und stellte fest, dass das völlige Fehlen von Musik und eine minimalistische Richtung – die ganz im Stil des Wiener Filmemachers sei – sowie Aufnahmen außerhalb der Kamera, aber auch dunkle und enge Umgebungen die Stärke des Films unterstreiche, was dem Zuschauer sofort ein starkes Gefühl der Klaustrophobie vermittle. Michael Haneke verstehe es sehr gut, wohin er den Blick des Zuschauers lenken müsse, indem er die Bilder einfach für sich sprechen lasse und dem Zuschauer – durch Monitore, die fast wie ein Filter fungierten – eine verzerrte, kranke Realität zeige. Eine Realität, die in diesem wichtigen Video von Benny die Quintessenz des Bösen darstelle, das in jedem von uns wohne.
Gary Tooze beschäftigte sich für DVD Beaver mit dem Film und stellte fest, Michael Haneke richte den unerschrockenen Blick der Kamera in dieser provokanten, zutiefst verstörenden Studie über emotionale Distanz im Zeitalter der Massenmedienüberflutung auf sich selbst. Arno Frisch spiele die Rolle des jugendlichen Sohns wohlhabender, desinteressierter Eltern erschreckend emotionslos. Erleichterung finde er in der Welt der Gewaltvideos – eine Obsession, die ihn dazu bringe, sein eigens monströses Werk realen Horrors zu schaffen. Indem der Film Bildschirme über Bildschirme und digitale Bilder in den filmischen Rahmen schichte, sei Benny’s Video ein kühles postmodernes, metafilmisches Labyrinth, in dem die Grenzen zwischen tatsächlicher und vermittelter Gewalt erschreckend unkenntlich würden.
Stephen Holden von der New York Times befand, dass Michael Hanekes Vision einer wohlhabenden Familie in einer postindustriellen Umgebung, die so von Video und Computer beherrscht werde, dass die Menschen den Kontakt zu ihren Gefühlen verloren hätten, schaurig sei, auch wenn sie etwas oberflächlich erscheine. Jedes Bild im Film sei so gewählt, dass es das, was es zeigen solle, unterstreiche. So lebten Benny und seine Eltern in einem Gebäude, das sich kaum von einem riesigen, makellos gepflegten Büroturm zu unterscheiden scheine. Die Wohnung sei bis zur Sterilität auf Hochglanz poliert, die Wand des Esszimmers mit Pop-Art-Postern tapeziert.
John Wray stellte bei Criterion fest, es gebe kaum einen lebenden Filmemacher, der mehr verehrt, mehr geschmäht oder mehr missverstanden werde als der Österreicher Michael Haneke. Für manche verkörpere er eine heroische Kompromisslosigkeit, eine fast spirituelle Strenge, sowohl formal als auch ideologisch; andere schätzten ihn als einen der eleganteren Vertreter des Schockkinos; wieder andere scheinen ihn – selbst jetzt, wo er bald seinen 81. Geburtstag feiere und seine Filme umfangreicher, nuancierter und menschlicher geworden seien – als Schöpfer des erlesenen BDSM zu sehen. Hanekes erste drei Filme, die der Regisseur heute als Trilogie betrachte, enthielten – nach eigenen Angaben – den genetischen Code seines gesamten Schaffens. Man könne sie verehren oder verachten – sie seien wohl die polarisierendsten seiner stets umstrittenen Filme. Hanekes Filme seien schwer zu ertragen, manchmal fast unerträglich, gerade wegen der Emotionen, die sie auslösen würden. Und dies werde nirgendwo deutlicher als in Hanekes bahnbrechender Trilogie: Der siebente Kontinent (1989), Bennys Video (1992) und 71 Fragmente einer Chronologie des Zufalls (1994). Haneke erzählte, er habe in diesen ersten drei Filmen ein Problem gelöst, nämlich die Frage, wie man menschliche Handlungen, selbst die schockierendsten, hinterfragen könne, ohne sie dem Zuschauer zu erklären und sie dadurch auf Anekdoten zu reduzieren. Die Lösung, die er gefunden habe, sei eine strukturelle. Er habe sich allen Techniken, die üblicherweise zur Psychologisierung verwendet würden widersetzt und die Ereignisse einer Geschichte einfach so direkt wie möglich dargestellt.

### Auszeichnungen
- 1992: Europäischer FIPRESCI-Preis an Michael Haneke
- 1993: Wiener Filmpreis der Viennale an Michael Haneke (für Benny’s Video und Schuld und Gedächtnis)
- 1993: Nominiert für den European Film Award in der Kategorie „European Film of the Year“ Veit Heiduschka und Bernard Lang
- 1993: Nominiert für den Gold Hugo in der Kategorie „Best Feature“ beim Chicago International Film Festival Michael Haneke